# Francesco Montefredini
Francesco Saverio Montefredini (Spinazzola, 12 maggio 1827 – Napoli, 18 ottobre 1892) è stato uno scrittore, storico, critico letterario e teatrale italiano.

## Biografia

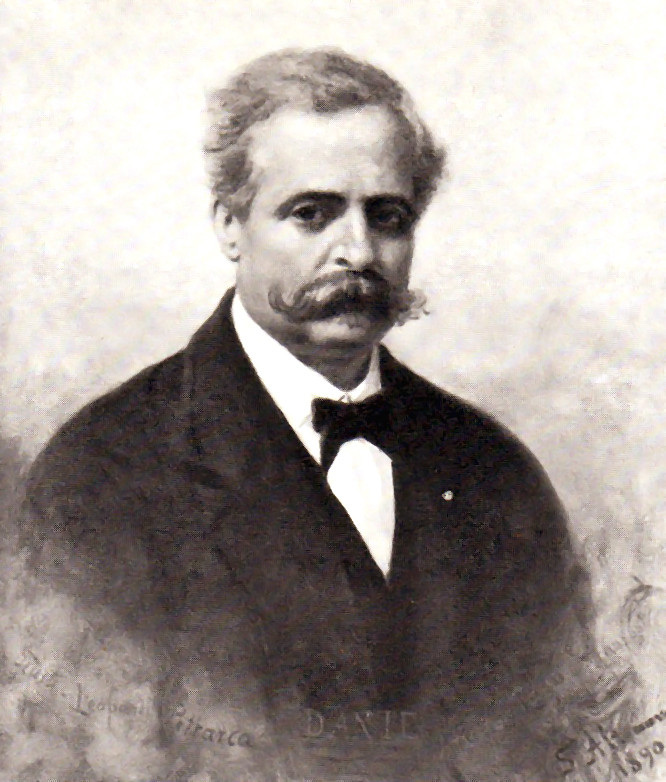
Francesco De Sanctis

Montefredini fu allievo di Francesco De Sanctis e si interessò ben presto all'indagine storico-filosofica di stampo positivista. Nel 1861 pubblicò un pamphlet sulle metodologie da utilizzare per reprimere il fenomeno del brigantaggio, mentre nel 1866 pubblicò degli articoli in cui criticava con fervore l'opera L'arte del dire di Vito Fornari. Dopo il 1864 collaborò con il De Sanctis come critico teatrale.

## L'opera e il pensiero

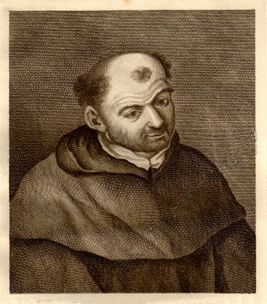
Jacopo Passavanti

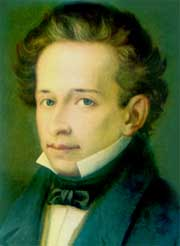
Giacomo Leopardi

Nel 1877 raccolse alcuni suoi scritti nell'opera degli Studi critici, fornendo una pessimistica concezione della teoria civile e letteraria del popolo italiano: Montefredini teorizzava di una «legge fatale» che «dopo un giro di tempo colpisce di vecchiezza le nazioni». Questa idea pessimistica presagiva un'imminente distruzione del popolo italiano, come tutti i popoli neolatini, tanto da portarlo a rinnegare il ruolo dell'Umanesimo e del Rinascimento, a svalutare i comuni (i «pazzi comuni»), che nacquero «come le male erbe nei campi inculti», esaltando invece il Feudalesimo e il Medioevo; tra i letterati meritavano di essere letti e ammirati Dante Alighieri e Jacopo Passavanti, mentre andavano evitati Petrarca, Boccaccio e Ludovico Ariosto; tra i personaggi politici e religiosi che meritavano riverenza il Montefredini nominava Federico Barbarossa e Celestino V, mentre condannava Gregorio VII e Bonifacio VIII. Montefredini era inoltre fermamente contrario allo spostamento della capitale da Firenze a Roma, asserendo che «in tutta la nostra storia Roma ha sempre impedito la ricostituzione di questo paese. [...] Col suo passato e col suo papa domina ancora le genti, le razze più lontane. Immaginate se saprà assoggettarsi e trangugiare i tenerelli Italiani! E quando saranno romanizzati, cosa diverranno? Un nulla». Montefredini guardava con disprezzo il fervore risorgimentale dell'Italia unita, e mentre profetizzava di una catastrofe imminente che avrebbe distrutto il popolo italiano, guardava con malinconia al popolo nordico e germanico: «Con quanto desiderio da questa morta gora guardo al nord, ove si agita tanto progresso, tanta forza di pensiero e di opere! Tutta la società, uomini e donne, ivi cammina di gran lena. [...] Non già la nostra politica tortuosa, le nostre associazioni tutte personali, ma i problemi più ardui della società attuale. Come abbonda altrove la vita!». Non si è mai definito italiano, e rivolgendosi alla Patria ha sempre scritto «la vostra Patria», come a volersi escludere. Questo odio verso il Risorgimento non è mai scemato in tutta la sua vita e carriera, anzi è andato via via inasprendosi.
Nel 1881 pubblicò Vita e opere di Giacomo Leopardi, poeta marchigiano caro al Montefredini poiché invaso da un pessimismo che lo affascinava, del quale apprezzava in particolar modo il Canto notturno di un pastore errante dell'Asia. Nel 1889 diede alle stampe una monografia sulla Rivoluzione francese, altro argomento che da sempre interessava il Montefredini, scagliandosi contro chi guardava alla rivoluzione come un fatto soltanto positivo. Scriveva infatti: «La rivoluzione fu [...] il trionfo assoluto del popolo gallo-latino, e con ciò la decadenza intellettuale, morale, politica della Francia, soggetta in mezzo secolo a tre interventi stranieri in Parigi».

## La critica

Benedetto Croce

L'opera di Montefredini è stata duramente contestata nel periodo post-unitario e poco presa in considerazione da storici e critici letterari, se non come termine di paragone negativo. Successivamente, nel corso del Novecento, si è tentato di riportare alla luce quest'autore dimenticato spostando l'attenzione su altri aspetti della sua poetica.
Celebre è il giudizio negativo che ne dà Benedetto Croce nella sua opera La letteratura della nuova Italia, dove lo scrittore pugliese viene definito sarcasticamente con appellativi quali "maniaco", "mattoide" e una persona con la quale "è impossibile ragionare". Così scrive nell'introduzione al capitolo a lui dedicato nel III volume: «Ecco uno scrittore che ha del maniaco: se mania è l'asservimento assoluto a una sola idea, l'impenetrabilità alla critica e all'autocritica, l'incapacità ad ascoltare gli insegnamenti delle cose, la resistenza ostinata a quegli svolgimenti mentali che gli uomini normali percorrono». Croce non lo considerò mai uno storico, ma solamente un poeta sfociato nel "maniaco", il quale prendendo sul serio gli idoli dell'amore e dell'odio ha regolato secondo essi la propria vita scientifica e pratica. Croce racconta anche un aneddoto in cui dice di aver incontrato da ragazzo il Montefredini e di avere detto di ammirare Alessandro Manzoni in sua presenza. Così viene descritta la reazione: «Il Montefredini entrò in uno scotimento di furore, puntò la mano tremante, proruppe, innanzi a me smarrito, nelle più atroci contumelie contro il cattolico lombardo; e tutto ciò [...] perché colui aveva ingiuriato e calunniato i prediletti suoi longobardi, chiamandoli "rea progenie", cui fu "prodezza il numero"».
Nel 1900 lo storico Corrado Barbagallo pubblica il saggio Francesco Montefredini: di un obliato discepolo di Francesco De Sanctis, interessandosi maggiormente alla questione dell'anti-romanità e all'esegesi della rivoluzione francese in chiave classistico-sociale.

## Opere
- Fatti principali della storia antica de' greci, Napoli, Stamperia del Vaglio, 1858.
- Compendio della storia delle Due Sicilie, Napoli, Stab. Tip. dei Classici italiani, 1860.
- All'opuscolo del Sig. Costantino Crisci la situazione politica in Italia, Napoli, Stamperia del Fibreno, 1861
- Delle opere dell'abate Vito Fornari, Napoli, Tip. M. Salvi, 1866.
- Le lezioni di Luigi Settembrini professore nell'Università di Napoli, Torino, A. F. Negro, 1869.
- Filippo II e Don Carlos, Firenze, Tipografia della Gazzetta d'Italia, 1870.
- Roma ci è fatale, Firenze, Tip. Cavour, 1870.
- Storia d'Italia ad uso delle scuole ginnasiali liceali e tecniche. Dalla caduta dell'impero romano fino a' nostri giorni,   Napoli, A. Morano, 1872.
- Studi critici, Napoli, A. Morano, 1877.
- La vita e le opere di Giacomo Leopardi, Milano, Dumolard, 1881.
- Baccelli e il prof. Foerster di Bonn, Roma, Libreria A. Manzoni, 1883
- Le più celebri Università antiche e moderne, Torino, F.lli Bocca, 1883.
- La Rivoluzione francese. Reazione socialista, Roma; Torino; Firenze, Loescher, 1889.
- Storia d'Italia dalle origini di Roma fino a' nostri giorni ad uso delle scuole e del popolo, Napoli, Morano, 1897.
- Vita e commenti sugli autori e sulle migliori opere italiane, New York, Tip. Telesca, Rossi, 1897.

### Curatele e traduzioni
- Charles Antoine Manhès, Memorie autografe del generale Manhès intorno a' briganti, compilate da F. Montefredine, Napoli, Stamp. de' f.lli Morano, 1861 (on-line)
- Anton Ferdinand Franz Karsch, Storia naturale del diavolo. Tre conferenze del dott. Karsch, tradotte dall'originale tedesco da F. Montefredini, Firenze, Tip. della Gazzetta d'Italia, 1878.
- Ivan Sergeevič Turgenev, Il nichilismo, prima versione dal russo di F. Montefredini, Milano, Tip. editrice lombarda di F. Menozzi, 1879.